# Биллида
Биллида (Буллида, Бюлис, др.-греч. Βύλλις, Βουλλίς, лат. Byllis, Bullis) — город в Южной Иллирии, к юго-востоку от порта Аполлонии. Являлся столицей Биллиаки (Βυλλιακή), населённой биллионами (биллидцами, лат. Bylliones, Byllidenses). Руины находятся на горе Градишти (523 м) у современной деревни Хекали, к югу от современного города Балши в области Фиери в Албании, на правом берегу в нижнем течении реки Вьоса.

## История
У города проходила главная римская дорога по долине Вьосы.
В 43 году до н. э. при Биллиде молодой Цицерон, военачальник Брута разбил Гая Антония.
Феликс, епископ Аполлонии и Бюлиса участвовал в III Вселенском соборе 431 года.
Упоминается в «Синекдиме Иерокла» (VI век).

## Археология

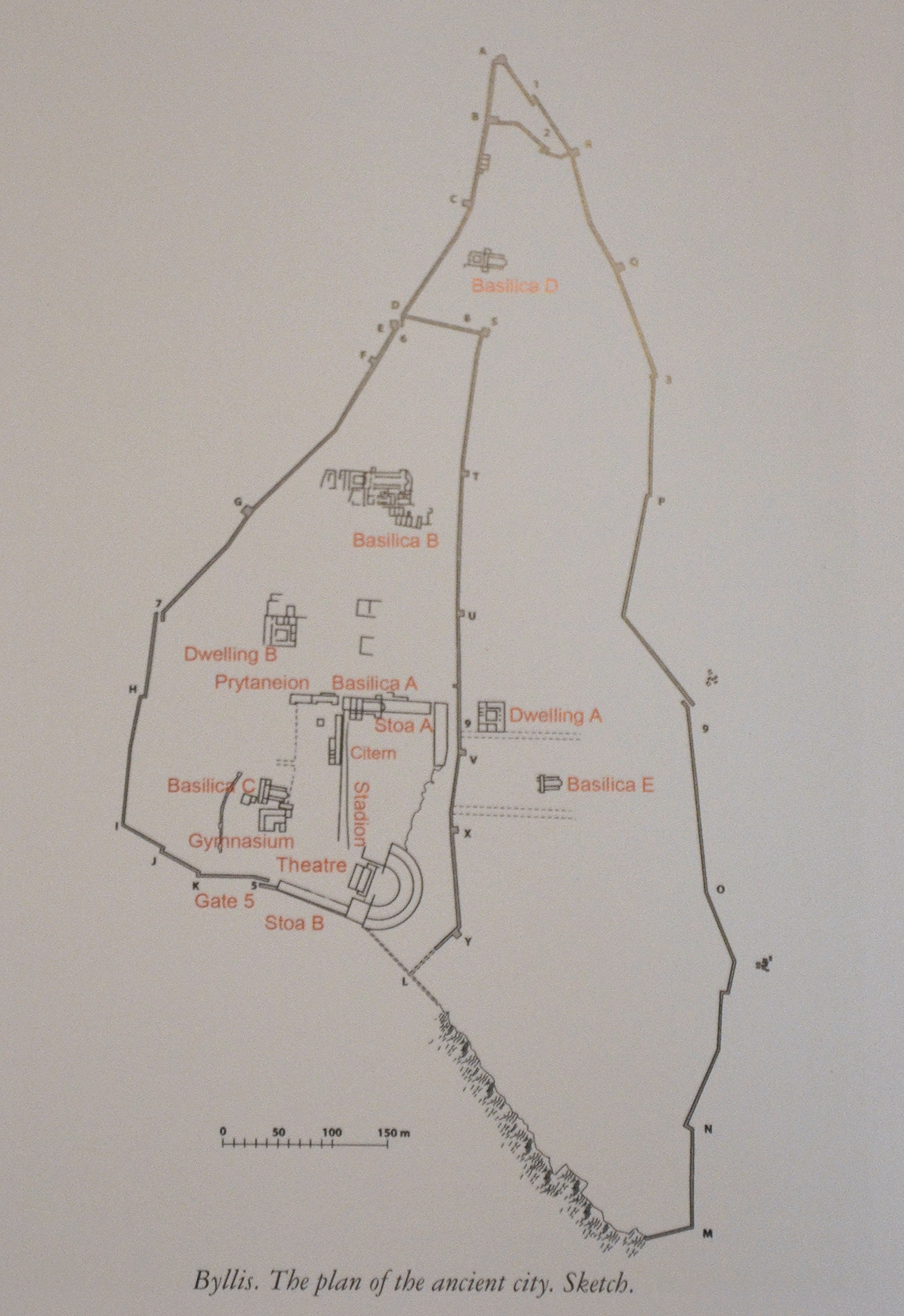
План Бюлиса

Руины относятся к эллинистическому и римскому периодам. Город окружён стеной периметром около 2000 м. Видны руины театра, агоры и гимнасия. Ещё одна стена окружает возвышенный участок.
Археологические раскопки открыли раннехристианскую трёхнефную базилику с одной апсидой, разделённую рядами колонн.
Сохранилась замечательная мозаика пола.
Создан археологический парк.